# Digital Video

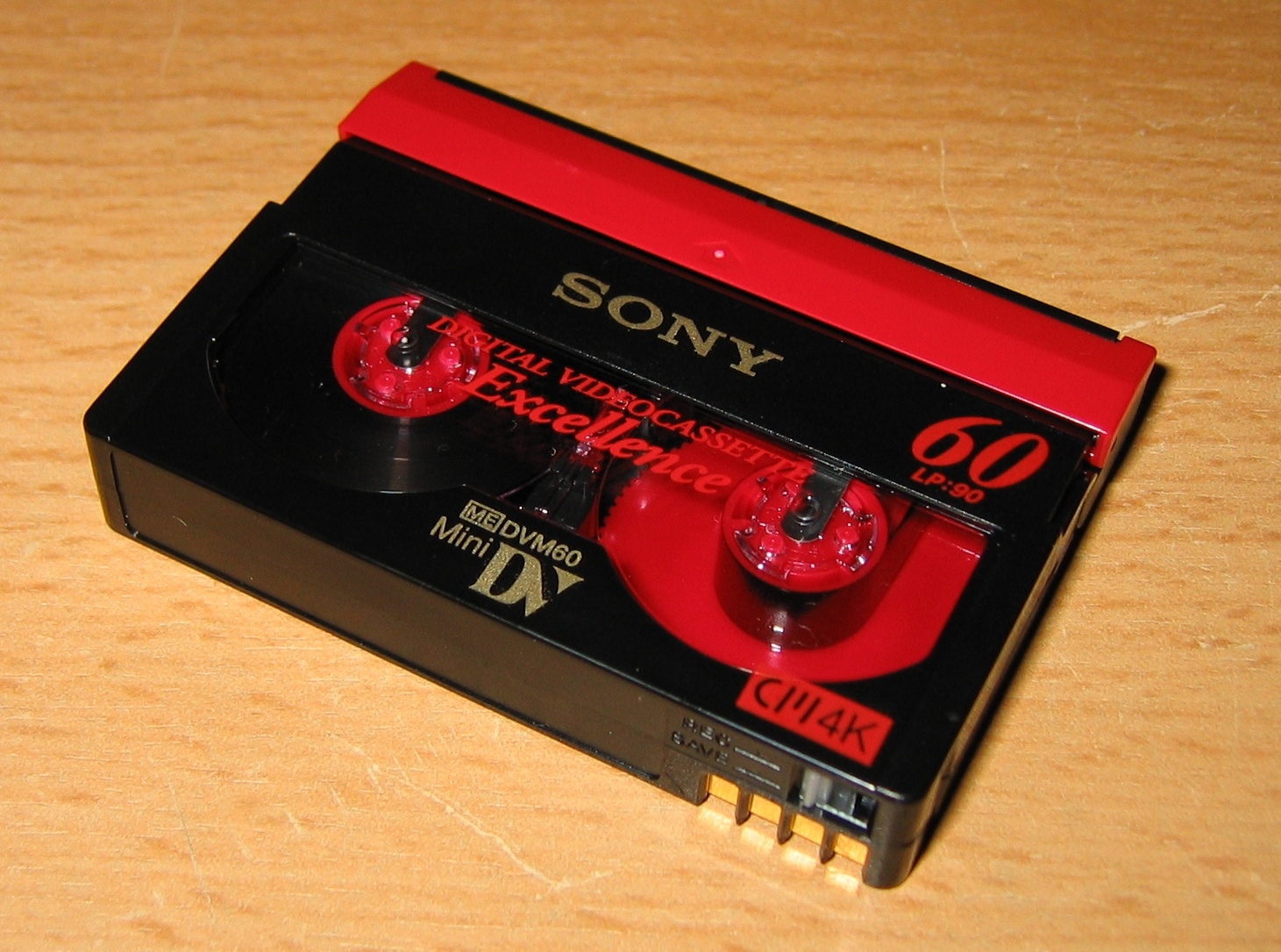
Una videocassetta MiniDV

Il Digital Video, noto anche con la sigla DV e in versione miniaturizzata MiniDV, è un formato di video digitale introdotto nel 1995, sviluppato da diversi produttori di videocamere secondo le specifiche IEC 61834, che ne definiscono sia il formato di nastro che il codec.
Nel 2003 ne venne prodotta una versione più avanzata in alta definizione, denominata High Definition Video.

## Caratteristiche
Il codec DV non comprende esclusivamente il nastro ma è utilizzabile anche da molti video server, per via del buon compromesso tra qualità e dimensioni dei file video registrati.
Nell'ambito strettamente amatoriale, pur essendo il formato più indicato per applicazioni anche semplici di montaggio, l'offerta del mercato si è invece gradualmente spostata verso sistemi in grado di registrare direttamente su DVD (in MPEG-2) oppure su scheda di memoria o hard disk (tipicamente in MPEG-4). Usando compressioni maggiori, questi sistemi hanno il vantaggio di una capacità di registrazione superiore.
Le caratteristiche del DV includono:
- compressione intraframe per montaggio facilitato,
- interfaccia standard per trasferimento a sistemi di montaggio non lineari (nota come FireWire o IEEE1394),
- buona qualità video, in particolare se confrontata con i sistemi amatoriali analogici come Video8, Hi8 e VHS-C.

Il DV permette anche la produzione cinematografica a basso costo. Nel campo del montaggio video non lineare, data la potenza delle piattaforme, il montaggio di materiale DV è possibile senza alcun supporto hardware, se non quello fornito dal processore del PC. Anche un PC entry-level è in grado di gestire flussi di dati così elevati, rendendo non più necessarie schede dedicate a trattare il DV. Rimane chiaro comunque che nel momento in cui si fa editing e si aggiungono effetti, tendine e titoli, un supporto hardware aggiuntivo (le cosiddette schede realtime) può sempre tornare utile, per evitare la necessità di un lungo rendering.

### Aspetti qualitativi
La qualità video del DV è sufficiente anche per l'ambito professionale, sebbene non comparabile con i formati analogici più diffusi in questo settore, quale il Betacam SP, e a maggior ragione per i formati digitali orientati al broadcast.
In campo professionale sono molto importanti anche fattori non strettamente legati alla qualità del formato di registrazione, tra cui:
- qualità intrinseca del corpo camera, numero, dimensioni e tipo dei sensori CCD;
- regolazioni manuali consentite;
- qualità e tipo dell'ottica;
- quantità di canali audio;
- ingressi audio bilanciati, alimentazione phantom per microfoni
- disponibilità del timecode e relativi ingressi/uscite.

Inoltre, anche la robustezza del nastro e delle videocassette va tenuta in debito conto, specialmente quando si tratta di lavorare sul campo scambiando le stesse cassette tra più apparati.

### La qualità video e megapixel
Nel mercato consumer si riscontra spesso una certa confusione sull'effettiva importanza dei megapixel delle videocamere, che vengono erroneamente ritenuti significativi sulla qualità finale del video, mentre sono riferiti in realtà al solo uso come fotocamera.
Mentre una videocamera di fascia consumer da 5-600 euro raggiunge anche i 3 megapixel, una videocamera professionale ad alta risoluzione da 40.000 euro per il formato DVCPRO HD 100 ha una risoluzione di poco superiore a 1 megapixel: è evidente che la differenza qualitativa tra le due non è dovuta alla risoluzione dei sensori.
Inoltre che lo standard video DV attuale non può superare i 400.000 pixel, eventuali pixel in più sul CCD servono solo allo stabilizzatore digitale.

## Standard tecnici
Nello standard DV la risoluzione video è rispettivamente di 720×480 pixel a 29,97 fps per NTSC e 720×576 pixel a 25 fps per PAL.
Il segnale analogico viene campionato a una frequenza di 13,5 MHz per la luminanza e di 6,75 MHz per ognuna delle due componenti di crominanza, U e V.
Questo tipo di sottocampionatura viene normalmente indicato come 4:2:0, ed è valido per il formato PAL.
In NTSC, le componenti di crominanza U e V sono campionate a 3,375 MHz, e viene normalmente indicato come 4:1:1.
La frequenza di campionamento è in realtà la stessa nei due sistemi, ma i dati seguono uno schema differente.

### Compressione video
Il video campionato è successivamente compresso utilizzando la tecnica DCT (Trasformata discreta del coseno), e si attua tramite la compressione intraframe; significa che ogni frame (quadro o "fotogramma") viene compresso come immagine a sé stante, senza correlazione con i fotogrammi precedenti o successivi.
Questa tecnica rende possibile la compressione a 5:1. Il bitrate è fisso a 25 megabit al secondo (25,146 Mb/s), aggiungendo al quale i dati audio (1,536 Mb/s), i subcodici e i sistemi di rilevamento e correzione d'errore (circa 8,7 Mb/s) si arriva a circa 36 megabit al secondo (35,382 Mb/s), o circa un Gigabyte ogni 4 minuti.
Usando un bitrate simile a quello del più datato codec MJPEG, il codec DV offre prestazioni migliori, ed è comparabile allo MPEG-2 intraframe.
(Si noti comunque che molti codificatori MPEG-2 per applicazioni di acquisizione in tempo reale usano la compressione intraframe, ma non usano la compressione interframe).

### Sottocampionamento della crominanza
Il sottocampionamento della crominanza è 4:2:0 in PAL e 4:1:1 in NTSC, il che riduce l'informazione di colore che viene registrata. Questo è in parte il motivo per cui non tutti i sistemi di videoregistrazione analogica sono superati dal DV, ed è anche il motivo per cui in ambito professionale si preferisce non usare il DV nelle lavorazioni di intarsio colore, o chroma key.
In ogni caso, però, il sottocampionamento è un compromesso accettabile contro i benefici di copiabilità, formato ridotto, audio digitale e costo accessibile.

### Audio
Il DV permette di registrare sia 2 canali audio digitali (solitamente stereo) a 48 kHz e 16 bit, sia 4 canali a 32 kHz e 12 bit.
Per applicazioni professionali e broadcast, si usano quasi esclusivamente 48 kHz.
In aggiunta, è prevista l'opzione di campionare l'audio alla stessa frequenza di campionamento usata dai compact disc, 44,1 kHz, anche se all'atto pratico la si usa raramente.
Una differenza sostanziale tra i tre formati è che nel DV standard l'audio non è agganciato al video; questo significa che possono esistere differenze tra numero di campionamenti audio in ogni quadro video.
Un cristallo oscillatore si occupa di mantenere il sincronismo tra le due piste. Nel DVCAM e DVCPRO, invece, l'audio è agganciato al video, e mantiene sempre il medesimo numero di campionamenti per quadro, consentendo così il perfetto sincronismo audio/video.
Questo non si traduce in una apprezzabile differenza percepibile senza l'uso di adeguata strumentazione, ma è indispensabile per l'editing professionale accurato "al frame".

### Connettività
Il bus FireWire (IEEE 1394) non fa parte delle specifiche DV, ma la sua evoluzione è proceduta di pari passo con esso.
Quasi tutte le telecamere DV hanno un'interfaccia IEEE 1394, uscite video composito e Y/C. I videoregistratori di fascia alta possono avere interfacce professionali come SDI, SDTI o video a componenti analogico.
Tutte le varianti DV hanno un timecode, ma alcuni dei programmi per computer meno recenti o per uso amatoriale non lo utilizzano (per esempio, la versione non professionale di Adobe Premiere).
Alcuni camcorder hanno una porta USB 2.0, ma di solito non viene utilizzata per trasferire flussi dati, ma piuttosto per trasferire alcuni dati digitali dal camcorder, come fotogrammi fissi.
Sui computer, i flussi DV sono di solito memorizzati come file AVI o QuickTime, ma a volte vengono registrati direttamente dati grezzi DV.

### Tipologie di lavoro con il codec DV
Esistono due tipologie di lavoro in formato DV:
- CODEC HARDWARE: si utilizza una scheda di acquisizione firewire dotate di chip di decodifica DV integrato. In questo modo il video viene codificato via hardware e il sistema non viene caricato. Si comporta esattamente come il chip MJPEG delle schede di cattura video, tranne per il fatto che viene saltata la fase di digitalizzazione delle immagini, che vengono solo riprodotte ed elaborarle in fase di montaggio.
Questo sistema viene anche chiamato montaggio in tempo reale proprio perché vi è la possibilità di visionare i risultati senza che vi sia bisogno di un rendering. L'alto costo di queste periferiche è dovuto sia al costoso software di editing, spesso adattato alla scheda, sia all'hardware stesso.
- CODEC SOFTWARE: il codec software è una scorciatoia ormai ampiamente utilizzata per chi possiede un PC sufficientemente potente, in grado quindi di lavorare in tempo reale senza hardware aggiuntivo. Di norma visionare un file DV è possibile senza supporto hardware ma al momento del rendering o dell'anteprima (quindi se si vuole fare montaggio con effetti, tendine e filtri) si ha bisogno di un software o plug-in (spesso associati ai software di editing) che corrono in aiuto alla riproduzione/elaborazione.
Anche il codec DV che viene fornito assieme al pacchetto può essere ottimizzato e quindi facilitare il lavoro.

In questo caso è sufficiente avere una scheda firewire per la cattura del video sorgente.

## Formato fisico

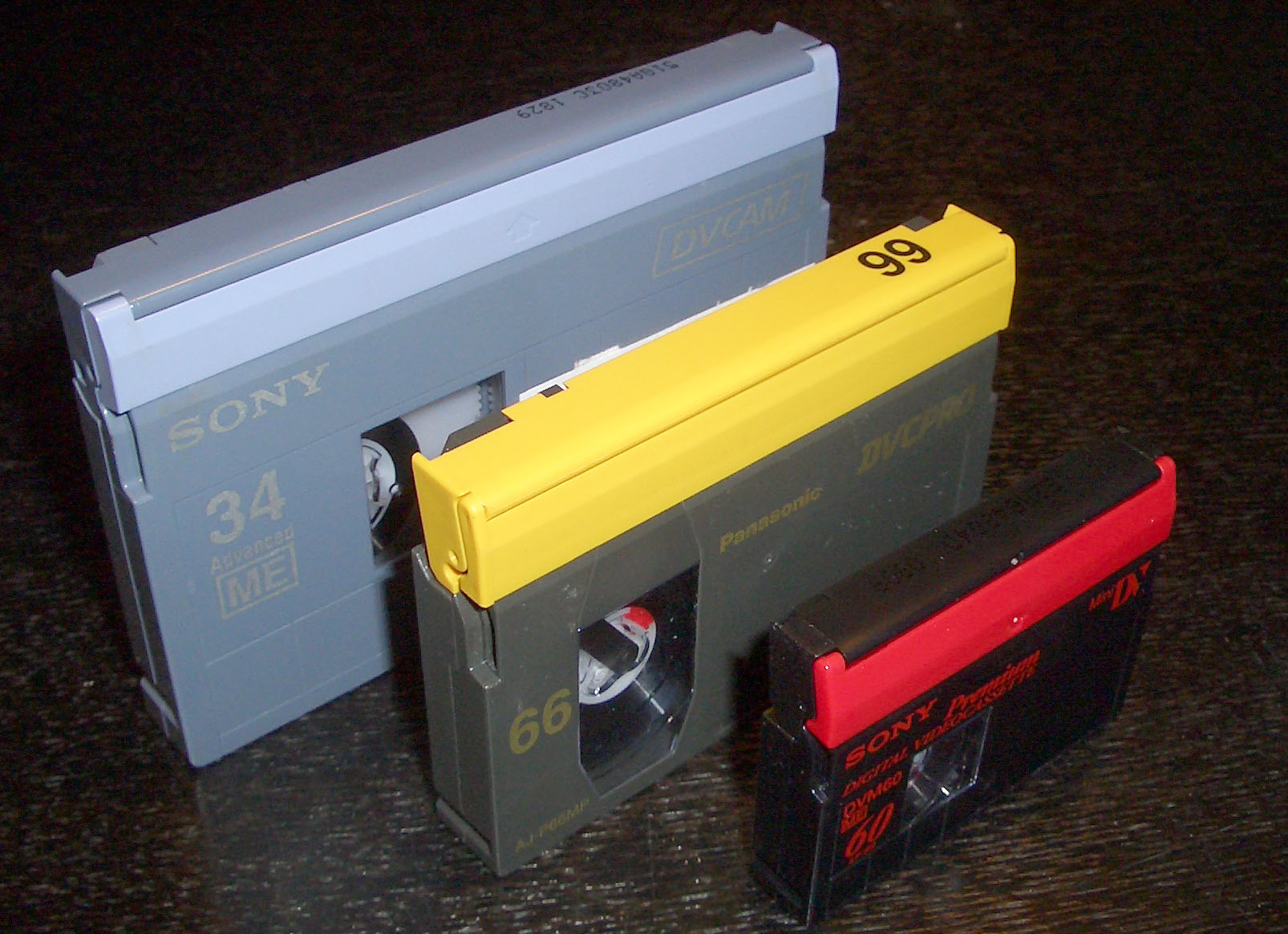
Cassette DV
Da sinistra a destra: DVCAM-L, DVCPRO-M, MiniDV.

Tutte le varianti DV usano nastro da 1/4 di pollice (6,35 mm) di larghezza. A seconda del formato, però, ci sono diverse dimensioni delle cassette.
Il DV standard usa cassette grandi (L), mentre il MiniDV cassette piccole (S).
Entrambi i tipi di cassetta hanno un chip di memoria di bassa capacità integrato nel guscio, tipicamente di 4 kb per le cassette MiniDV anche se ne sono supportati fino a 16.
Questo chip è usato per immagazzinare determinati punti sul nastro (per esempio, il timecode di ogni inizio registrazione).

### MiniDV / DV

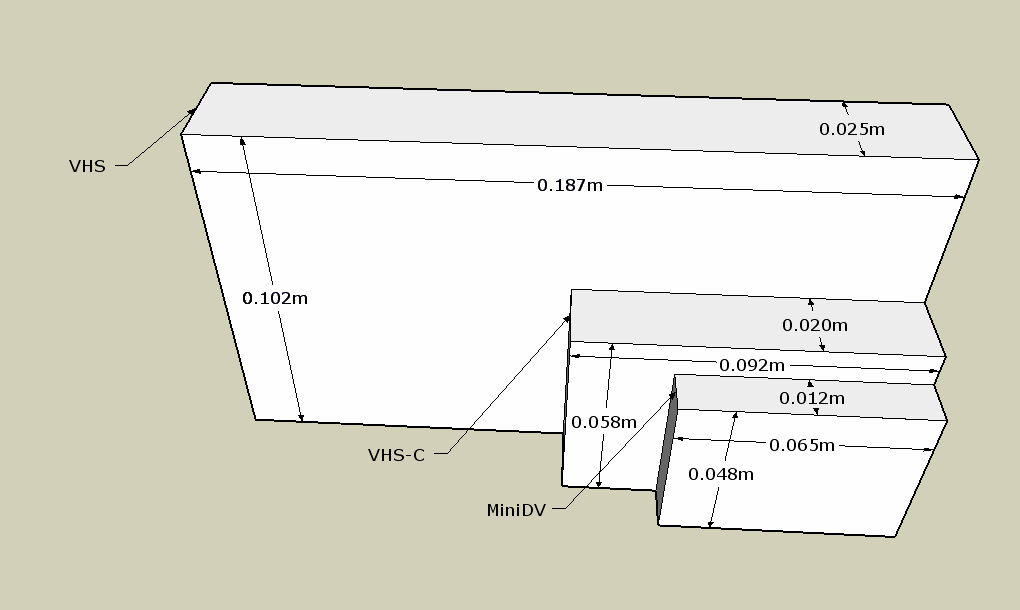
Confronto delle dimensioni tra diversi formati video.
Dall'alto al basso: VHS, VHS-C, MiniDV

La cassetta "L" misura 120 × 90 × 12 mm e può contenere fino a 4.6 ore, estese a 6.9 in EP/LP.
Le più comuni cassette "S" MiniDV misura 65 × 48 × 12 mm durano 60 o 90 minuti a seconda della velocità. Nel modo SP, il nastro scorre a 18,81 mm/s.
Il nastro viene registrato tramite scansione elicoidale, una singola traccia video è larga 10 µm, ridotti a 6,7 µm in LP.
Esistono programmi per computer in grado di convertire ogni genere di dati in un flusso DV, consentendo così di usare camcorder e videoregistratori come unità di backup.
A questo scopo, si consideri che un nastro MiniDV da 60 minuti può contenere circa 13 GB di dati, calcolando che il video in formato DV ha un flusso dati costante di 3,6 MB/s (3,6 MB/s × 60 secondi × 60 minuti = 12.960 MB per ora, diviso 1024 = 12,66 GiB per ora).

### DVCAM
Il Sony DVCAM è una variante professionale dello standard DV che usa le stesse videocassette.
La velocità del nastro è aumentata a 28,215 mm/s e la larghezza delle tracce a 15 µm.
Il codec usato è lo stesso del DV, ma per via della larghezza di traccia maggiore i dati registrati sono più robusti, producendo in lettura un tasso di dropout inferiore del 50%.
Un dropout è un errore in lettura del nastro, causato dall'assenza in quel punto di materiale magnetico o dalla presenze di polvere o corpi estranei tra il nastro e la testina.
Nel DVCAM non esiste un modo LP.
Tutti i videoregistratori DVCAM sono in grado di leggere i nastri DV, mentre il supporto per il DVCPRO è un'aggiunta più recente ad alcuni modelli.
I nastri DVCAM (e quelli DV registrati da una macchina DVCAM) durano un terzo di meno rispetto al DV.
Per via del buon rapporto qualità/prezzo e della facilità di gestione del sistema in post produzione, le macchine della Sony, siano esse della serie semiprofessionale o professionale (Master Series), sono state fin dall'inizio e sono tuttora ampiamente adottate dalle televisioni e dai piccoli studi di produzione, nonché da strutture più grandi come unità secondarie destinate ad usi prettamente giornalistici con apparecchiature compatte e di agevole utilizzo anche per personale meno esperto.

### DVCPRO
Questa variante del formato è stata progettata da Panasonic specificatamente per l'uso in ENG, sviluppando in modo particolare gli aspetti relativi alla robustezza del nastro, all'intercambiabilità delle registrazioni e alle capacità di montaggio con sistemi lineari.
In Italia, questo formato è usato da molte televisioni locali e orientate all'informazione, tra cui Sky TG24 è una delle più importanti.
Il DVCPRO non usa cassette piccole, ma ne ha un tipo di medie dimensioni (M), e anche un tipo XL che viene usato nei videoregistratori DVCPRO HD.
La velocità di scorrimento del nastro nel DVCPRO è di 33,82 mm/s.
Le tracce sono di 18 nm, aggiungendo anche una banda di guardia tra una pista e l'altra.
A differenza dei nastri MiniDV e DVCAM che sono fabbricati con metallo evaporato, le cassette DVCPRO sono composte da particelle di metallo; lo strato di metallo magnetizzabile, cioè, non è evaporato sul nastro ma depositato come se fosse ossido. Questo assicura una maggiore durata ai nastri.
L'audio è disponibile solo nella versione a 48 kHz a 16 bit, non esiste il modo EP e la sottocampionamento della crominanza avviene sempre secondo lo schema 4:1:1.
A parte questi aspetti, dal punto di vista del flusso dati il DVCPRO standard (noto anche come DVCPRO25) è identico al DV standard ma, nonostante questo, e a differenza di Sony con il DVCAM, Panasonic promuove questo formato per impieghi professionali di fascia alta.
Il formato DVCPRO50 usa due codificatori-decodificatori DV paralleli. In questo modo il flusso di dati di 50 Mb/s è esattamente il doppio di quello che si ottiene nel DVCPRO.
Il lavoro di compressione ripartito tra due codec ha per risultato un'immagine con una più ricca informazione colore, campionata in 4:2:2.
Il maggiore bitrate dimezzi i tempi di registrazione ma la qualità d'immagine è molto elevata e comparabile al Digital Betacam, assai più costoso.
Allo stesso modo, il formato DVCPRO HD, noto anche come DVCPRO 100, utilizza 4 codec DV.
Nonostante la denominazione HD, questo formato riduce il campionamento dei segnali 720p/1080i originali a una risoluzione inferiore.
Il 720p è ridotto da 1280×720 a 960×720, e il 1080i è ridotto da 1920×1080 a 1280×1080, se 59,94i, e a 1440×1080 se 50i.
Il rapporto di compressione è di circa 7:1.
Per mantenere la compatibilità con l'interfaccia HD SDI, l'apparecchiatura DVCPRO riduce la campionatura durante la registrazione e la incrementa durante la lettura.
Tutte le varianti di DVCPRO sono compatibili all'indietro ma non in avanti.
I videoregistratori DVCPRO sono in grado di leggere (ma non di registrare) i nastri DV e DVCAM, mentre i nastri MiniDV possono essere adattati tramite un adattatore meccanico. Un eventuale flusso in 4:2:0 viene convertito da hardware apposito durante la lettura.

### HDV
Il formato HDV utilizza un codec MPEG2 che campiona a 25 Mb/s per produrre un'immagine anamorfica pari a 1440 pixel orizzontali e 1080 pixel verticali. L'immagine viene poi riprodotta su 1920 pixel orizzontali per raggiungere le dimensioni del formato "Full HD".

## Varianti e formati simili
Esistono diverse varianti dello standard DV, tra cui le più importanti sono i formati professionali DVCAM e DVCPRO, prodotti da Sony e Panasonic rispettivamente. Ne esiste anche una versione ad alta definizione recentemente introdotta, chiamata HDV, piuttosto differente sul piano tecnico in quanto si limita ad usare le videocassette DV e MiniDV, ma con la compressione MPEG-2 con risoluzioni 1440x1080. Di conseguenza, registra video a risoluzione più alta ma anche maggiormente compresso. Formati concorrenti sono l'HDV e l'AVCHD
Il formato Sony XDCAM permette di registrare MPEG IMX, DVCAM e flussi a bassa risoluzione su un supporto ottico simile a un disco Blu-ray, mentre il Panasonic P2 registra flussi DV/DVCPRO/DVCPRO50/DVCPROHD su una memoria flash compatibile PCMCIA.
Il sistema Ikegami Editcam può registrare in formato DVCPRO o DVCPRO50 su un hard disk rimovibile.
Si noti che la maggior parte delle differenze tra questi formati sono a puro livello di marketing: poiché le differenze tra DVCPRO e DVCAM sono solo nel sistema con cui scrivono il flusso DV sul nastro, tutti questi sistemi non basati su nastro sono identici rispetto ai dati video.
Il formato JVC D9 (noto anche come Digital-S) è molto simile al DVCPRO50, ma registra su videocassette di tipo S-VHS. Il D9 non va confuso con il D-VHS, che usa la compressione MPEG-2 a un bitrate significativamente inferiore). Lo standard Digital8 usa il codec DV, ma sostituisce il supporto di registrazione con una videocassetta Hi8, offrendo quindi la qualità del DV senza sacrificare la compatibilità in lettura del materiale Video8/Hi8 già esistente.